# ظرفیت گرمایی ویژه
ظرفیت گرمایی ویژه یا ظرفیت حرارتی ویژه یا به اختصار گرمای ویژه (به انگلیسی: Specific heat capacity) یکی از کمیت‌های مهم در ترمودینامیک است.

## تعریف ظرفیت گرمایی ویژه
ظرفیت گرمایی ویژه معادل مقدار گرمایی است که لازم است مقدار مشخص از ماده‌ای دریافت کند تا دمای آن یک واحد افزایش یابد.
در سیستم استاندارد بین‌المللی واحدها (SI) مقدار گرما بر حسب ژول، مقدار ماده بر حسب گرم، کیلوگرم یا مول، و تغییرات دما بر حسب سانتیگراد (که معادل تغییرات در واحد کلوین هم هست) اندازه‌گیری شده و یکای ظرفیت گرمایی ویژه بسته به نوع تعریف، ژول بر گرم.سانتیگراد (°J/gr.C)، ژول بر کیلوگرم.سانتیگراد (°J/kg.C) یا ژول بر مول.سانتیگراد (°J/n.C) خواهد بود.

## تعیین ظرفیت گرمایی ویژه
ظرفیت گرمایی ویژه را از مشتق‌گیری از تغییرات آنتالپی سیستم می‌توان نتیجه گرفت. به عبارت دیگر تغییرات آنتالپی سیستم همان انتگرال از ظرفیت حرارتی ویژه در محدوده دمایی مورد نظر است. ظرفیت گرمایی ویژه را در فشار ثابت از طریق کالریمتری سنجشی مقیاسی تعیین می‌کنند.

## تفاوت ظرفیت گرمایی ویژه در مواد
ظرفیت گرمایی ویژه در جامدات بیشتر از مایعات و در مایعات بیشتر از گازها است. این مورد با استفاده از تئوری سینتیک مولکولی قابل توجیه است. مولکول‌ها در گازها از سرعت حرکت بالایی برخوردارند و تغییر کمی در دمای یک گاز منجر به افزایش حجم آن می‌شود. به این دلیل ظرفیت گرمایی ویژه در گازها پایین است در حالی که افزایش حرکت مولکول‌ها و حجم مایعات در اثر افزایش دما کمتر از گازهاست و بنابراین مایعات ظرفیت گرمایی ویژه بیشتری نسبت به گازها دارند. در مورد جامدات به دلیل آن که انرژی گرمایی بالایی باید به آن‌ها داد تا حجمشان افزایش یابد ظرفیت گرمایی ویژه جامدات بیشتر از مایعات است.